# アマガイモドキ科
アマガイモドキ科（Neritopsidae）は、アマオブネ目に含まれる海洋性の腹足類の科でアマオブネガイ科の祖先にあたる。現生の属としては、生きた化石として知られるアマガイモドキ属Neritopsisのほかに、貝殻をもたないチチカケガイ属 Titiscaniaも本科に含められるようになった。アマオブネガイ目の中で早い時期に発生し、ごく限られた種が現在も生存している。

## 形態
古腹足類Vetigastropodaと同様に扇舌型(rhipidoglossan)の歯舌をもつことで、新生腹足類Caenogastropodaとは区別される。また櫛鰓ctenidiumをもつことで、異鰓類(ウミウシやカタツムリ、ナメクジ)とは区別されるが、鰓に支柱が無い点はカサガイ類と似ている。アマガイモドキの蓋は特徴的で、楕円形の石灰質の厚い蓋に蝶番が張り出したような形で、上下が対称的である。チチカケガイは貝殻を持たず、白色のナメクジのような外観で触角は左右一対。触角のつけ根に小さい眼があり、頭のすぐ後ろに櫛型の鰓が出ている。歯舌は扇舌型で中央歯が無いn-3-3-n (n=100-110)型。
アマガイモドキ科から後に分化したと考えられるシラタマアマガイ Pisulinaやアマオブネガイ科のNeritina zeblaについては詳細な体の構造が報告されている。

## 生態
熱帯の海に生息するが、生きたものが発見されることは稀で、生態はまだよく分かっていない。古腹足類と同様に扇舌型の歯舌を使って海底の藻類やデトリタス、バイオフィルムを食べると考えられる。アマガイモドキは海底洞窟や珊瑚の礫の下に生息する。八重山諸島近海のヨコシマクロダイの消化管の中から、蓋や貝殻の破片が見つかったことがある。チチカケガイは潮間帯下の転石の下で見つかっている。

## 系統発生
アマガイモドキ科に近縁の科の分岐図の一例を下に示す。

## 分類
アマガイモドキ科に分類される現生の属・種を以下に示す。
アマガイモドキ属 Neritopsis Grateloup, 1832
- Neritopsis aqabaensis Bandel, 2007
- Neritopsis atlantica Sarasúa, 1973
- Neritopsis interlirata Pease, 1868
- Neritopsis radula (Linnaeus, 1758) アマガイモドキ。奄美諸島以南[16]。
- Neritopsis richeri Lozouet, 2009[17] = Neritopsis interlirata Pease, 1868

以上の現生種のほか、化石種は主に中生代の地層から多数見つかっている。
チチカケガイ属 Titiscania Bergh, 1890
- Titiscania limacina Bergh, 1890[14][10]
- Titiscania shinkishihataii Is. Taki, 1955 ハチジョウチチカケガイ。八丈島[7]。